# جی آنت
جی آنت (انگلیسی: Jay Arnette؛ زاده ۱۹ دسامبر ۱۹۳۸) یک بازیکن بسکتبال اهل ایالات متحده آمریکا است.